# Budynek dawnego konwiktu jezuickiego w Kłodzku
Budynek dawnego konwiktu jezuickiego w Kłodzku – barokowy dom położony przy ul. Łukasiewicza w Kłodzku, w obrębie starówki. Dawniej budynek był siedzibą internatu, dla uczniów pobliskiego kolegium jezuickiego, obecnie jest w nim ulokowane Muzeum Ziemi Kłodzkiej.

## Historia
Budowla powstawała w okresie od 1664 do 1695 roku; stanowi efekt adaptacji sąsiadujących ze sobą pięciu kamienic mieszczańskich, wykupionych przez jezuitów,  i połączenia ich w jeden duży gmach, co następowało etapami. Projekt stworzył i kierował budową włoski architekt Carlo Lurago. W 1663 roku wzniesiono część skrzydła wschodniego, w latach 1690-1695 skrzydło południowe, a w 1696 roku skrzydło zachodnie wraz z galerią. W 1698 roku ukończono skrzydło wschodnie obiektu, kończąc tworzenie budowli.

W 1787 roku, po licytacji dóbr należących do zakonu jezuitów, obiekt zmienił właściciela. W okresie od 1810 do 1945 roku w budynku znajdował się internat kłodzkiego gimnazjum katolickiego.
W okresie od lipca 1945 do 1947 roku w budynku mieścił się oddział Państwowego Urzędu Repatriacyjnego, a w 1947 roku ulokowano tam Liceum Ogólnokształcące dla Dorosłych w Kłodzku.

W latach 1978–1986 przeprowadzono remont kapitalny obiektu i zaadaptowano go na nową siedzibę Muzeum Ziemi Kłodzkiej w Kłodzku, między innymi dobudowano część magazynową i administracyjną.
Decyzją wojewódzkiego konserwatora zabytków z dnia 3 kwietnia 1984 roku budynek został wpisany do rejestru zabytków.

## Architektura
Konwikt posiada trzy kondygnacje i trzy skrzydła, które okalają wewnętrzny dziedziniec, zamknięty od północy murem kurtynowym. Budowla nakryta jest dachem dwuspadowym. Parter jest boniowany, a pierwsze i drugie piętro podzielone są pilastrami w wielkim porządku. Okna ujęto w opaski kamienne, parterowe zaopatrzono dodatkowo w barokowe kraty. Budynek posiada na frontowej ścianie portal, składający się z naczółka zamkniętego łukiem, a podpartego dwoma podwojonymi pilastrami. Nad naczółkiem znajduje się niewielka nisza z wypukłorzeźbą św. Alojzego, patrona konwiktu. Obecnie, na dziedzińcu i w podcieniach północnego skrzydła urządzone jest lapidarium, w którym zgromadzono liczne fragmenty detali kamiennych, portali, kartusze herbowe oraz inne elementy zabytkowe, pochodzące głównie z nieistniejących już kłodzkich kamienic.

## Galeria

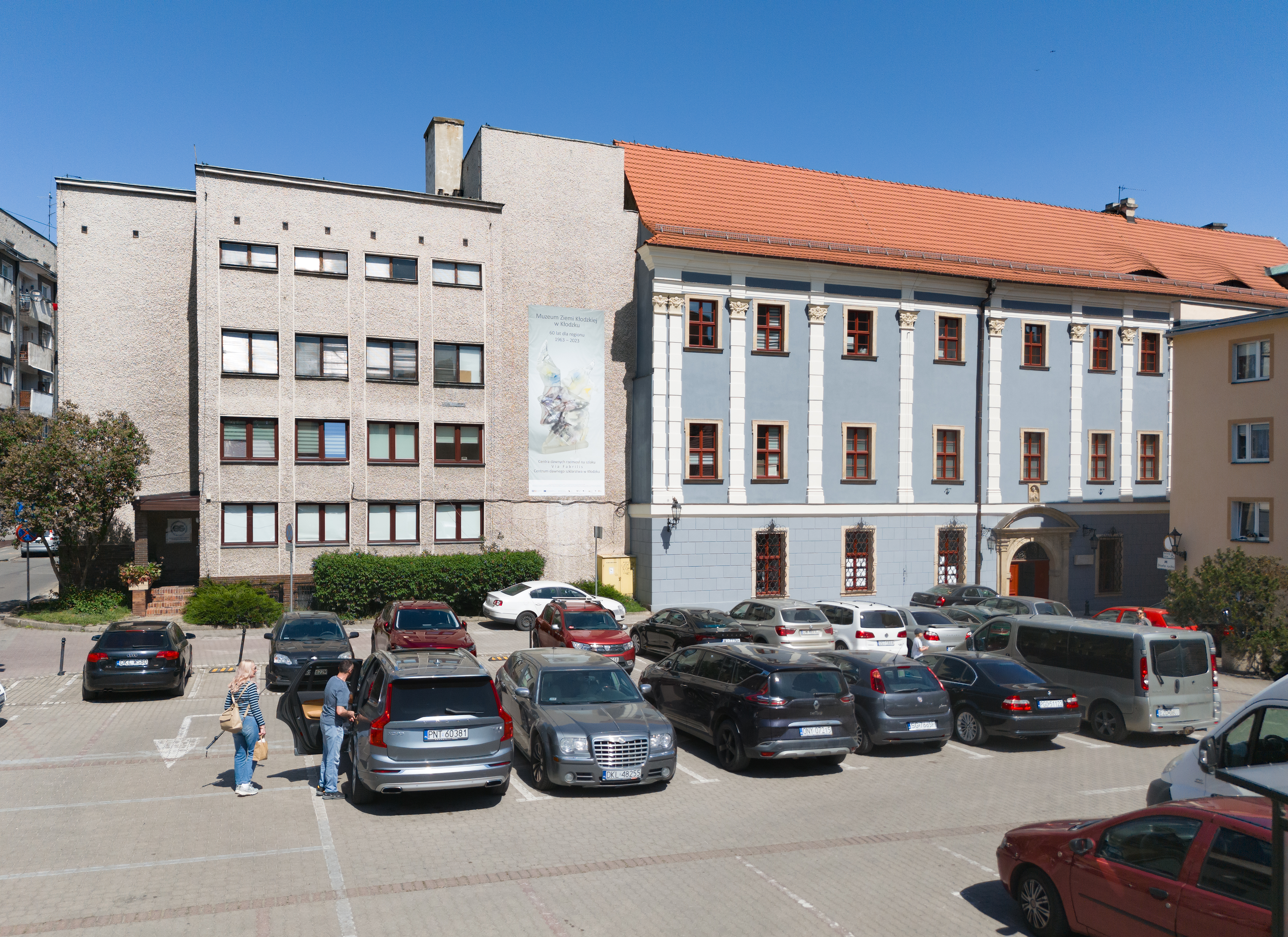
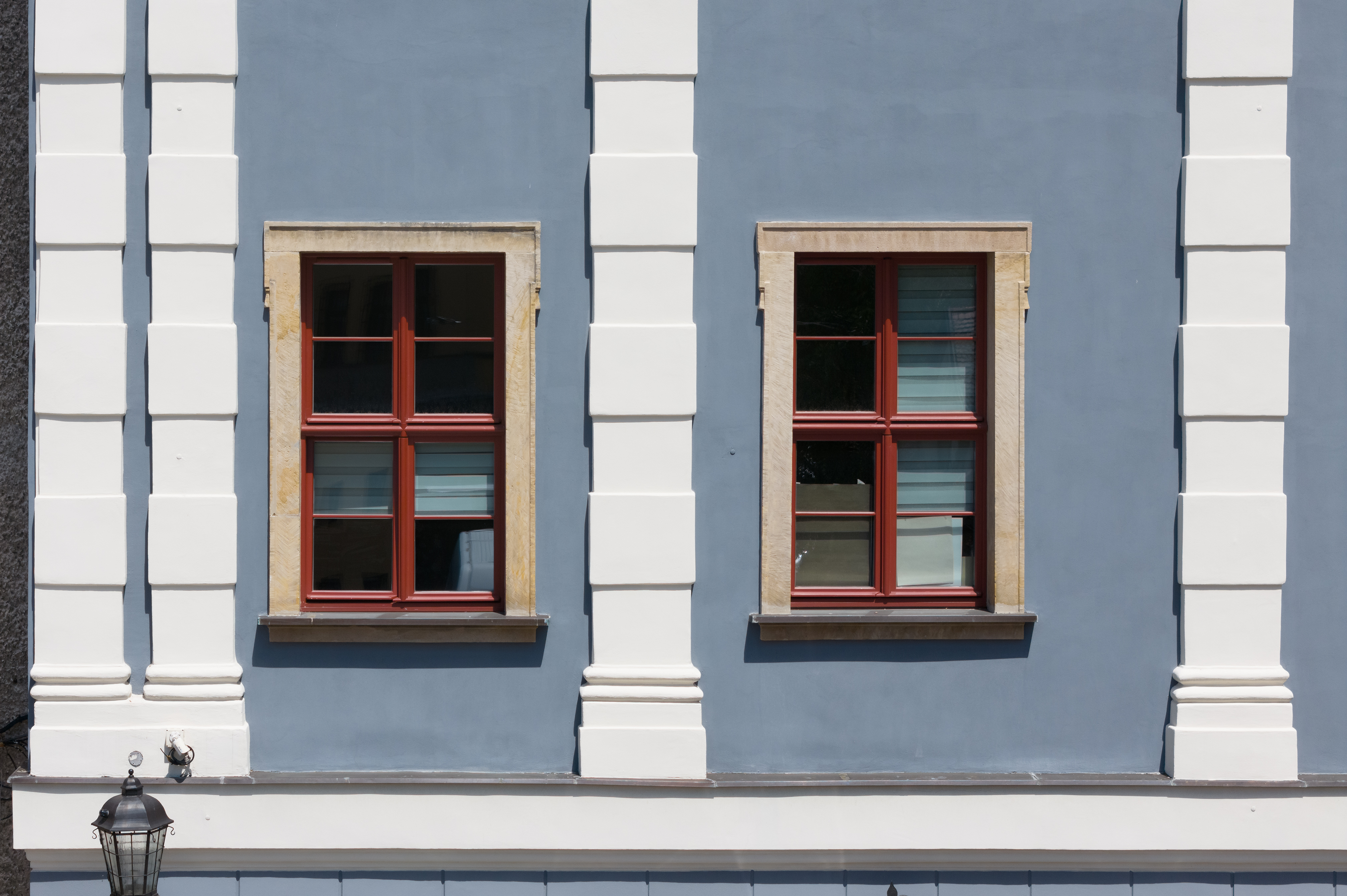
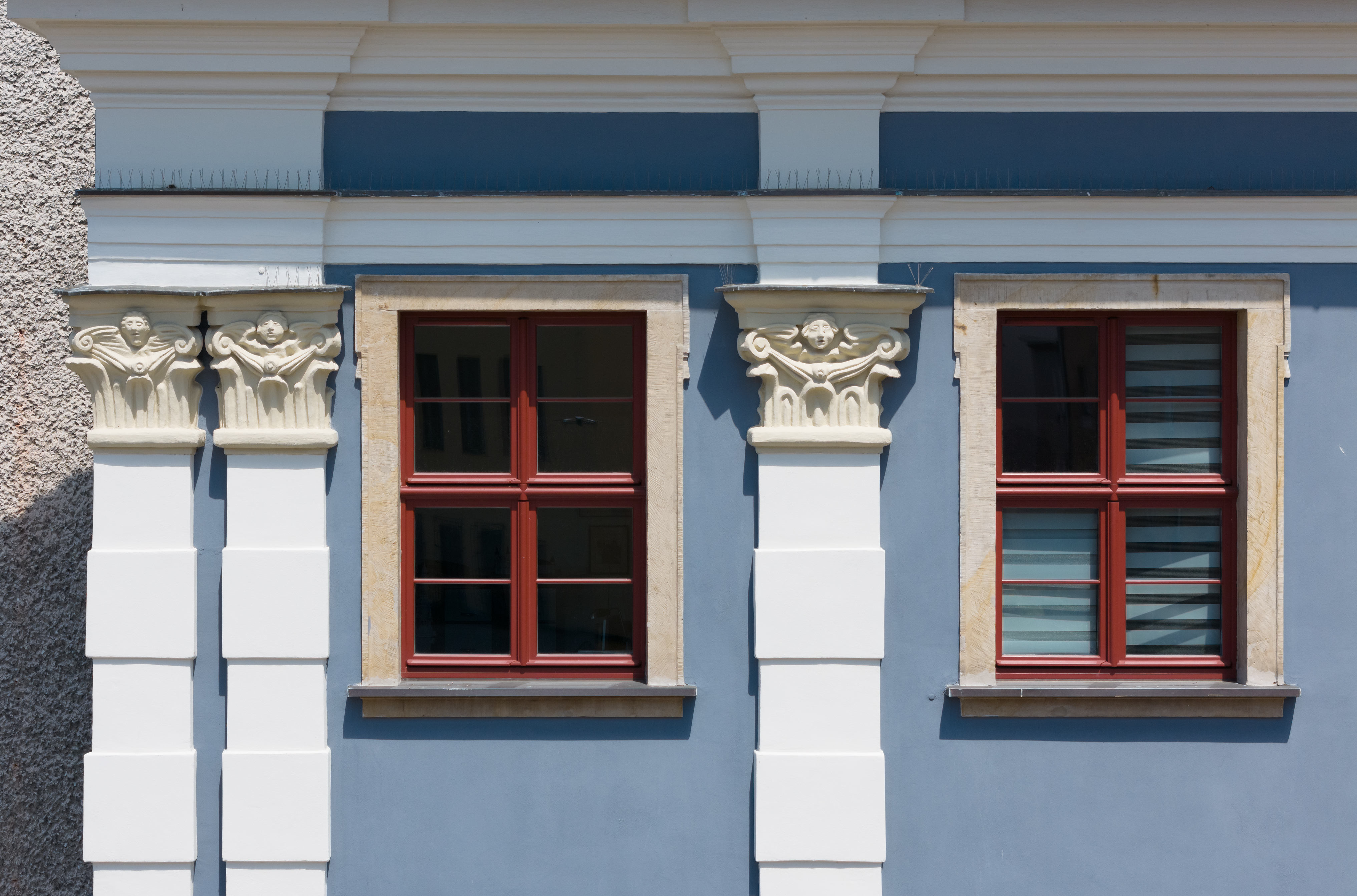
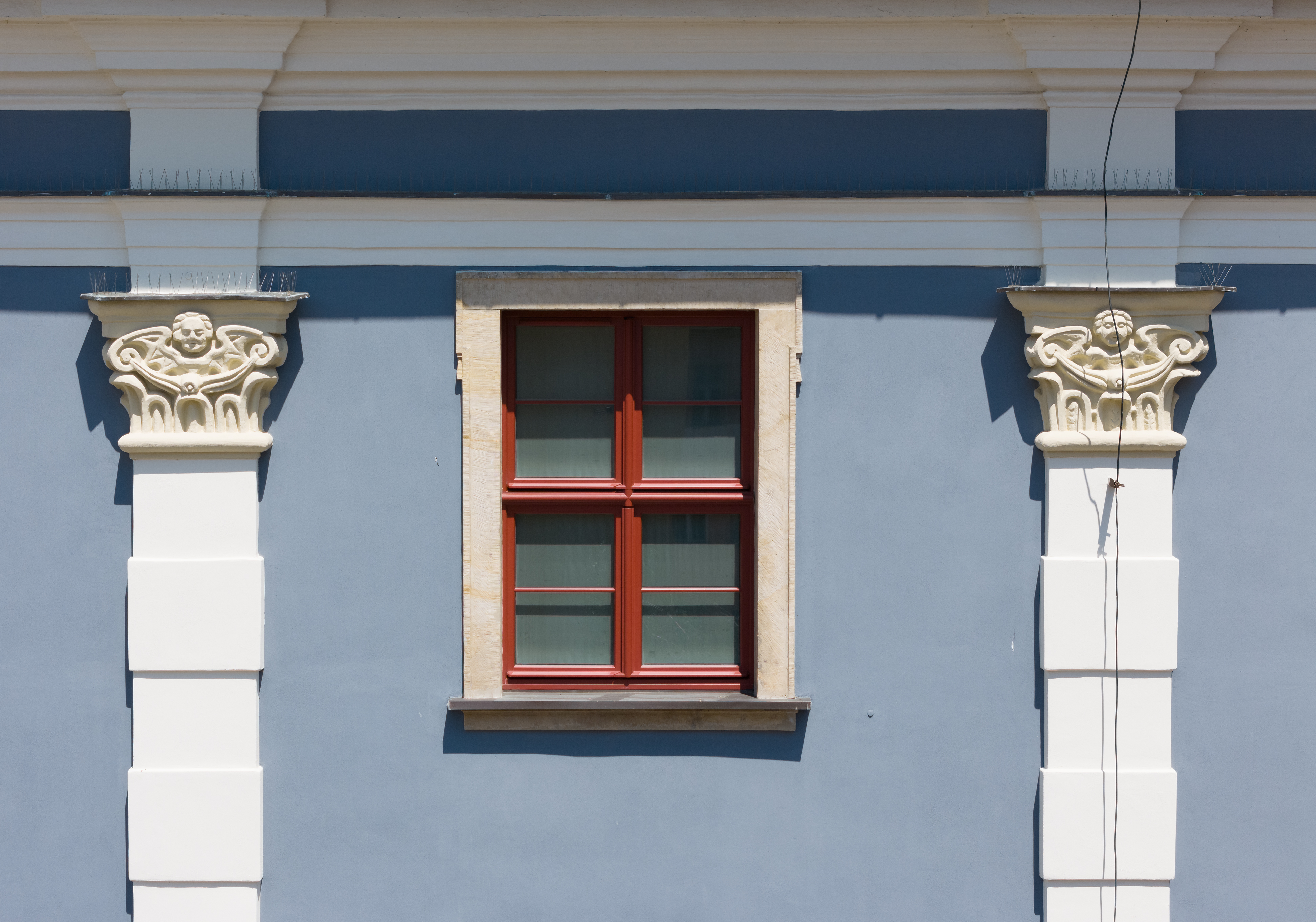
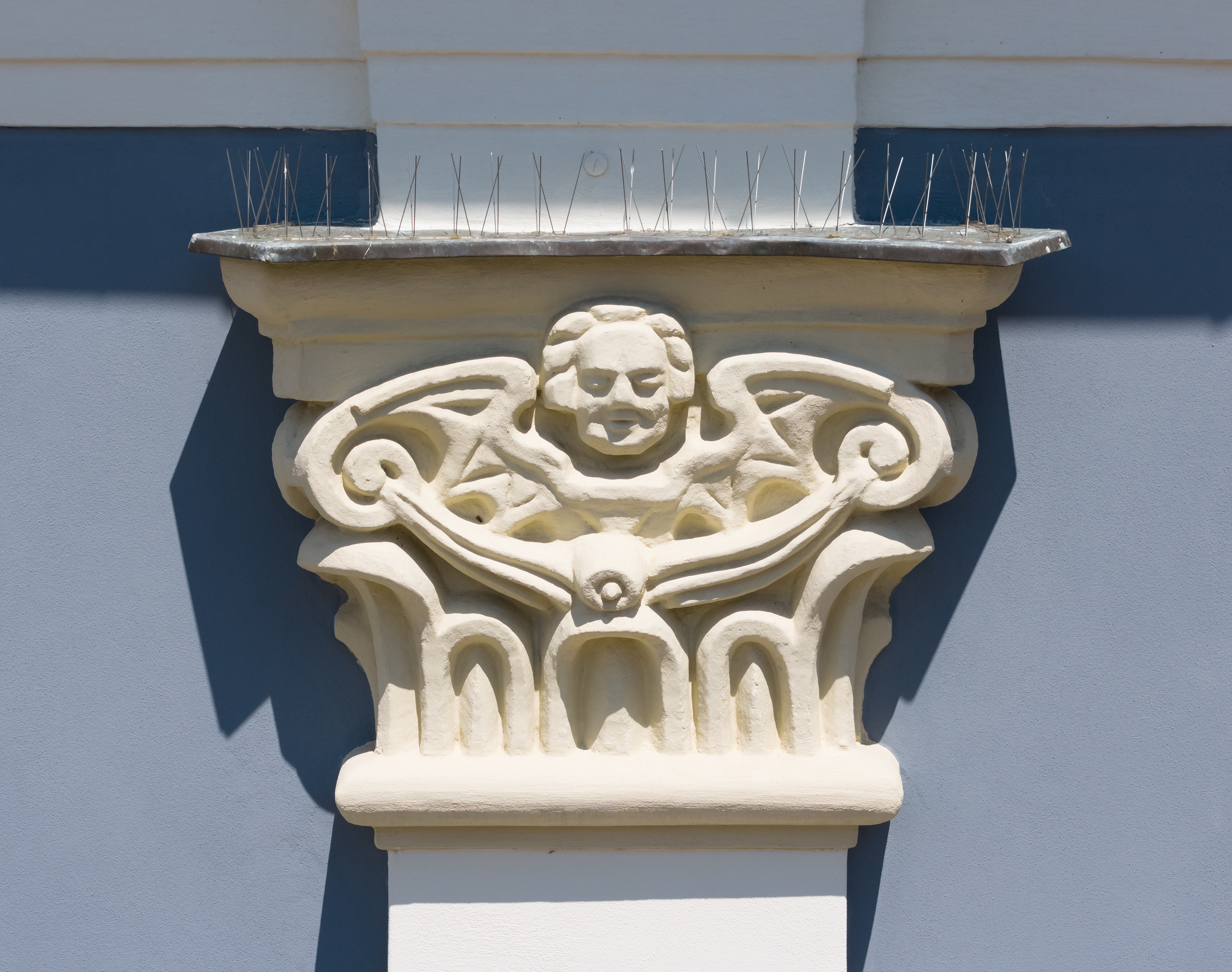
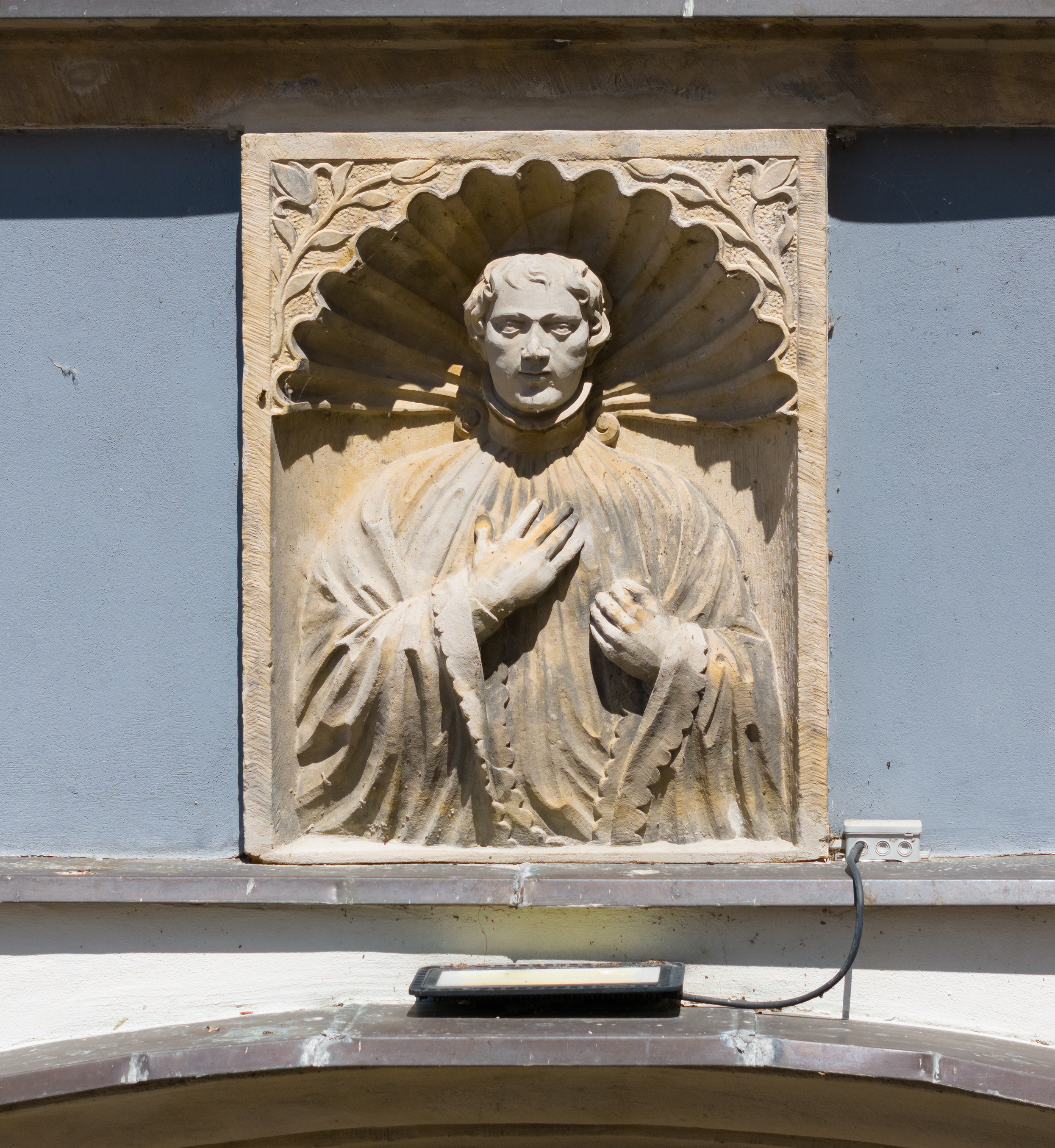
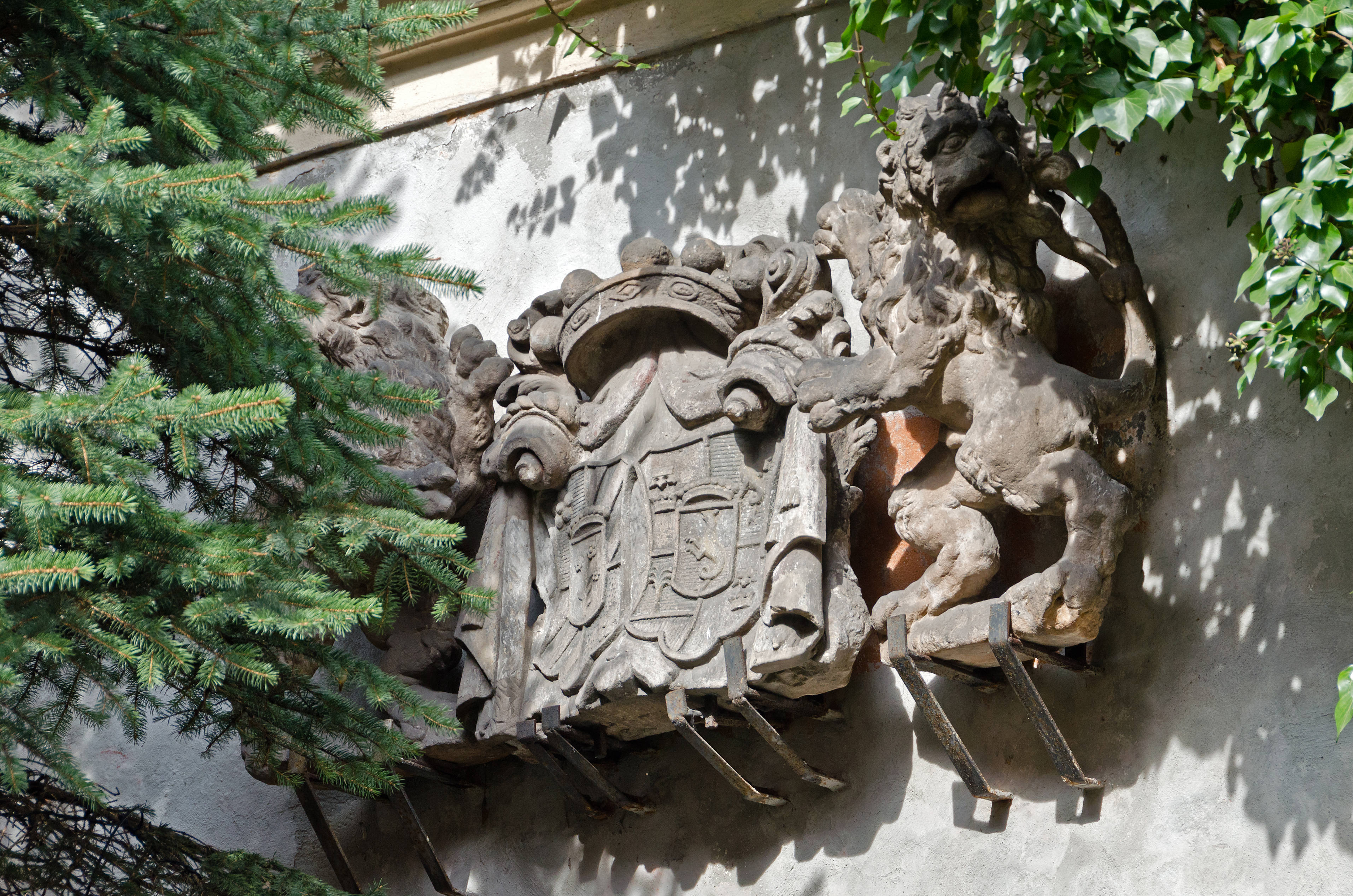
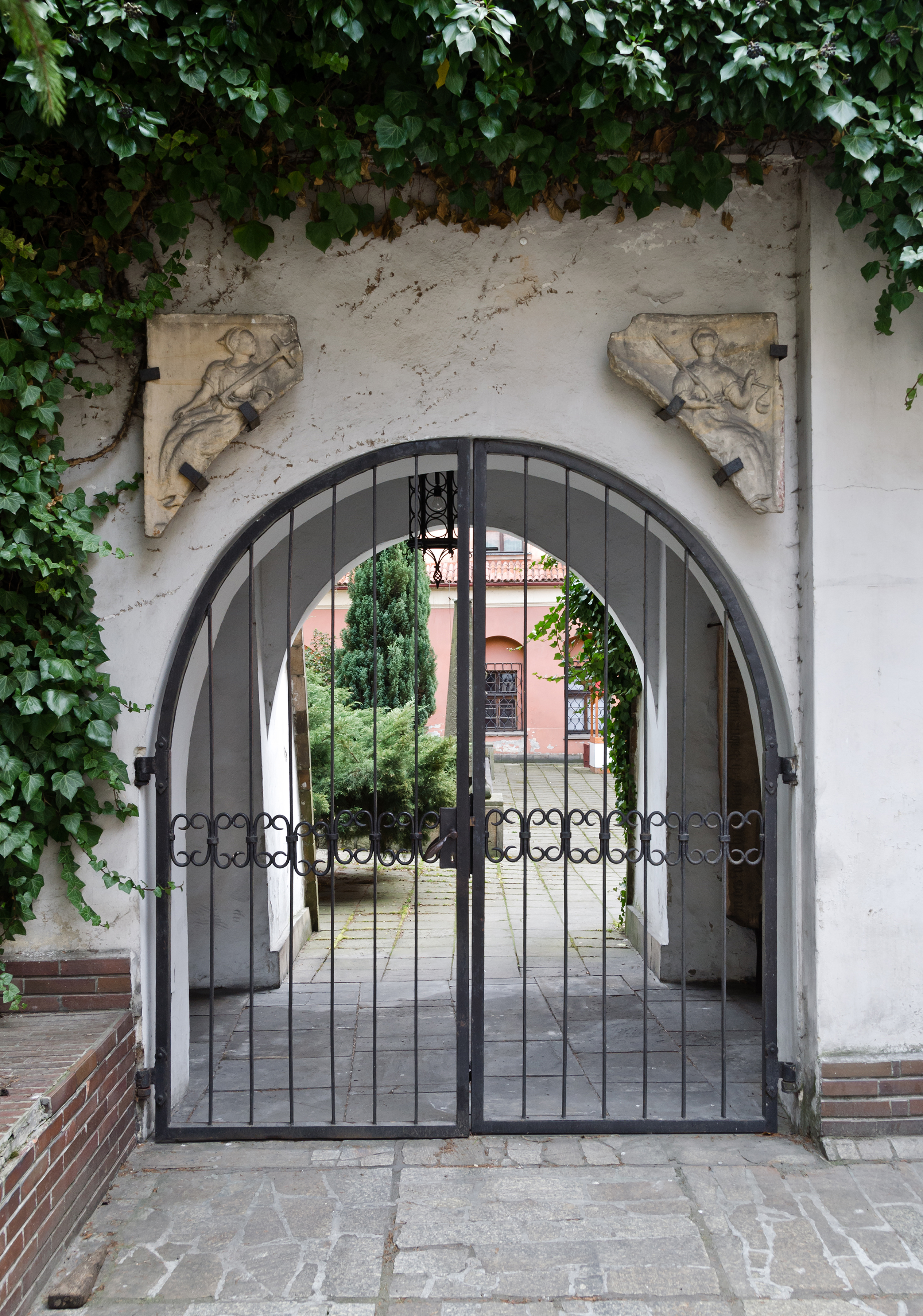
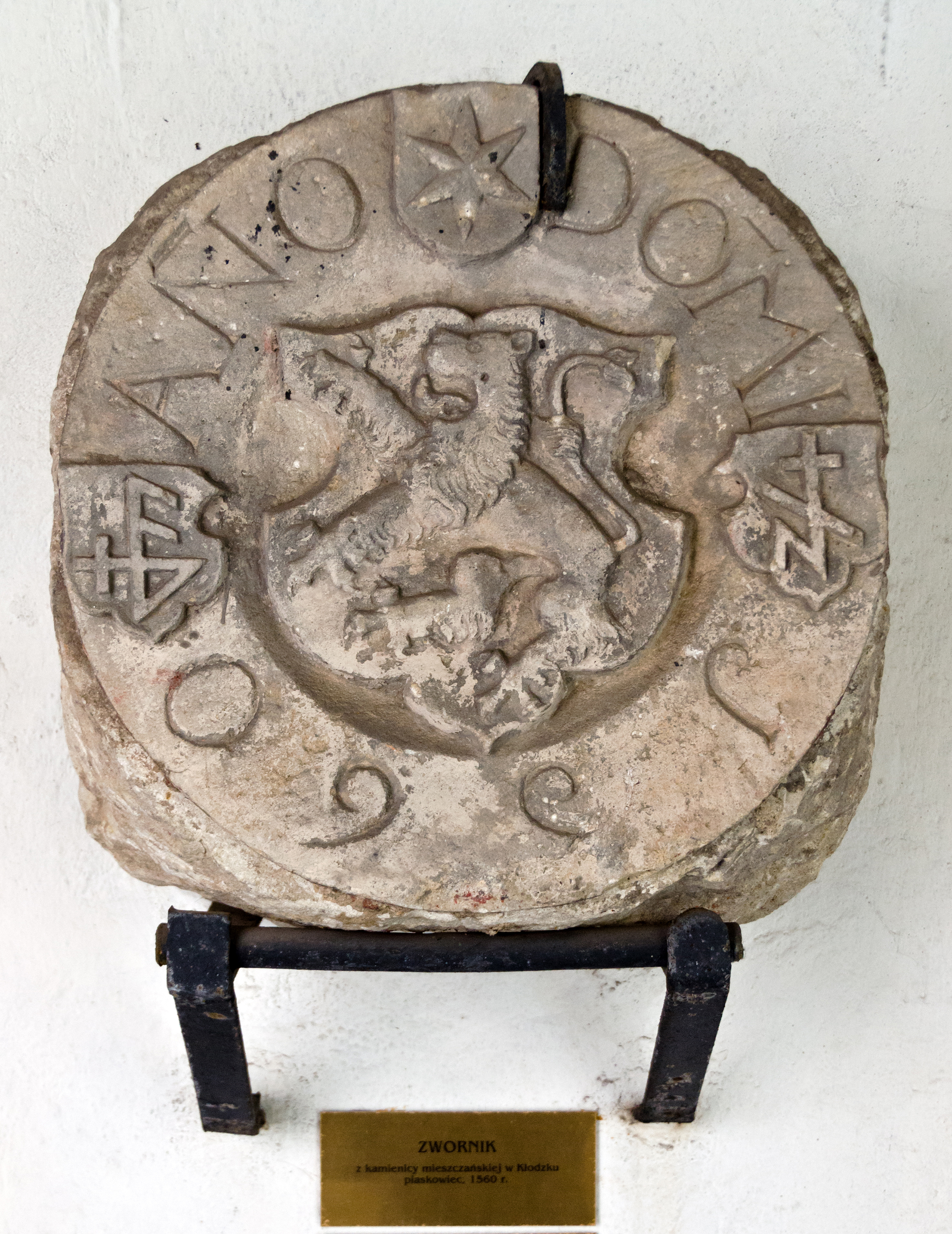
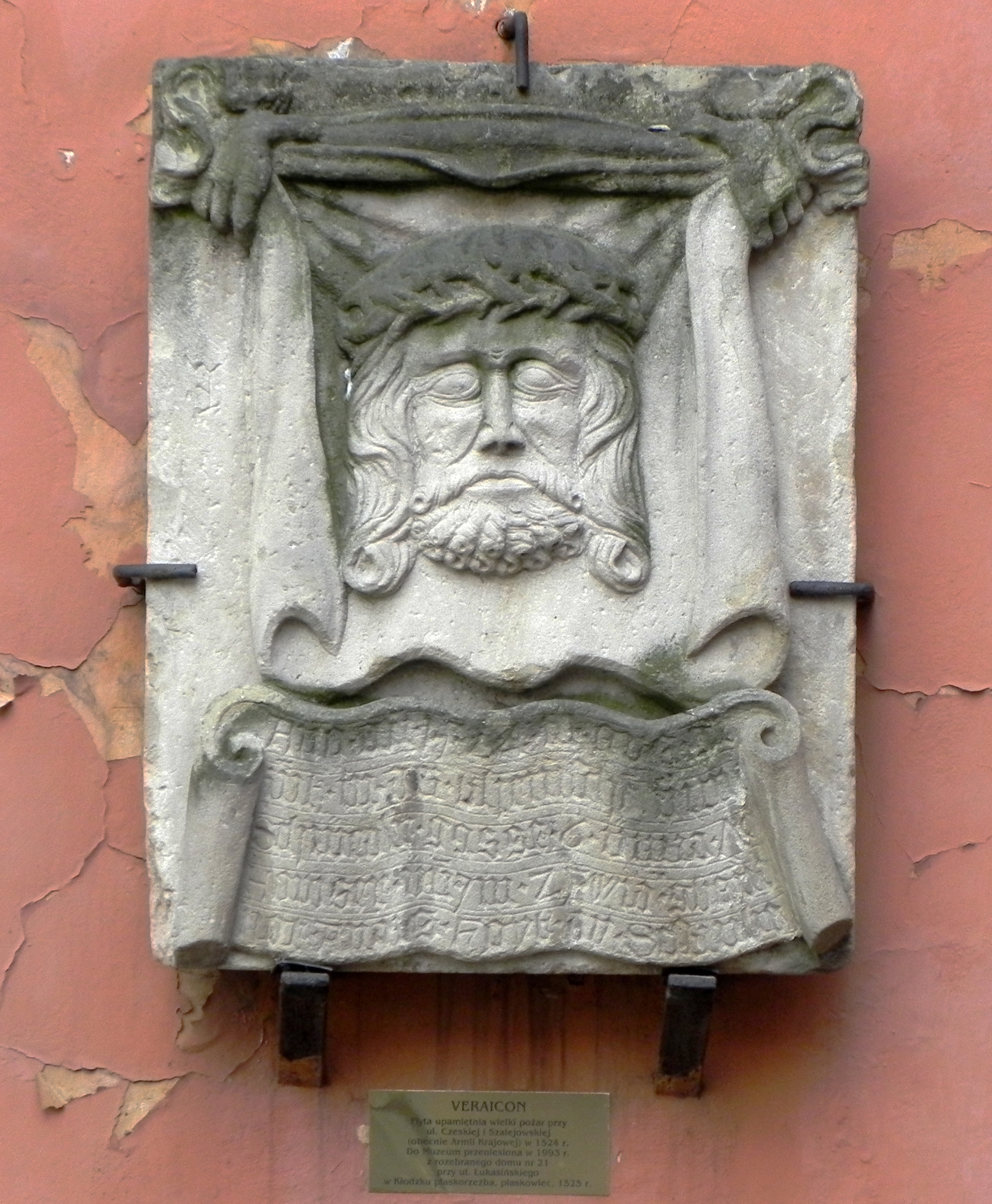
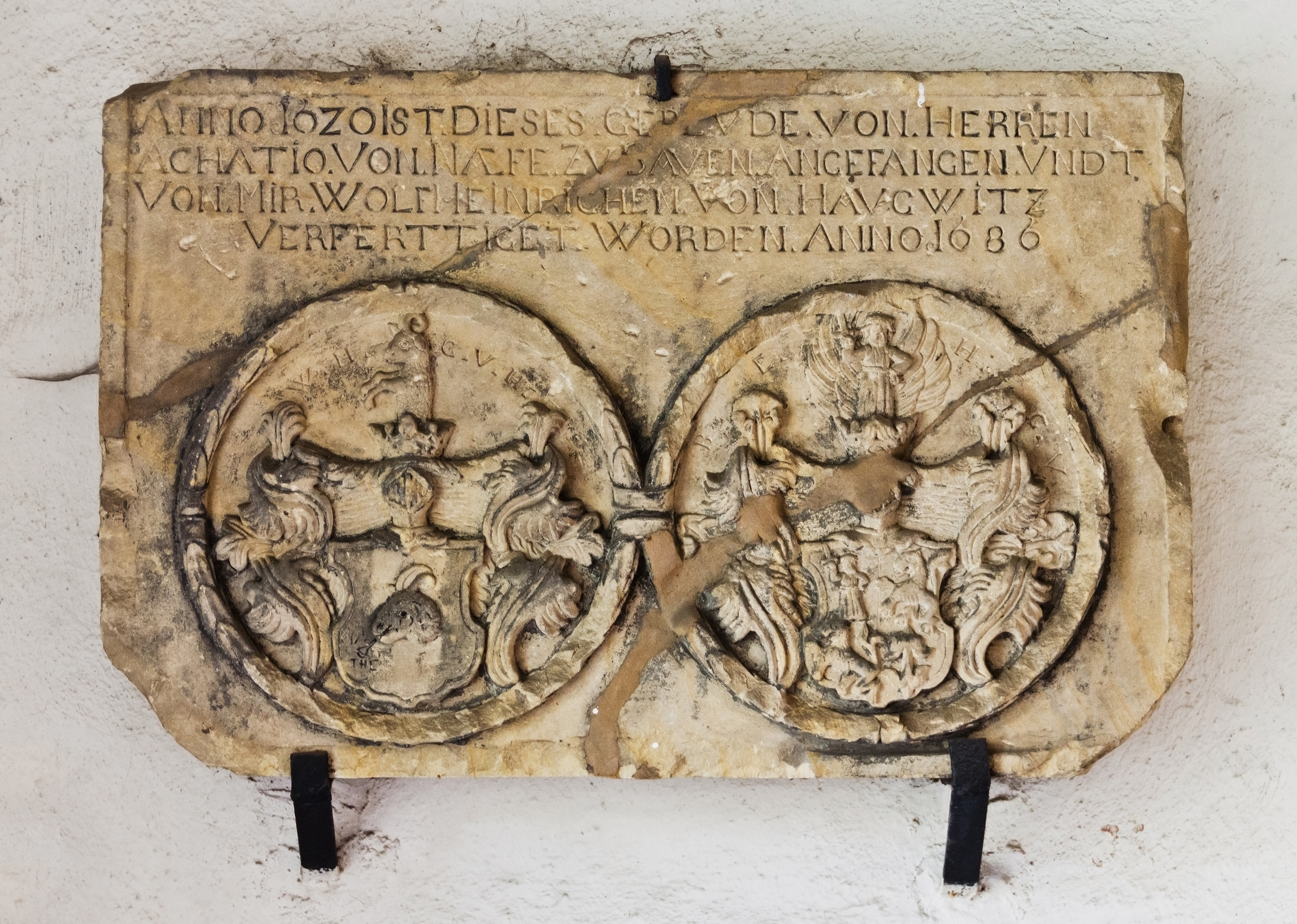